# Canton d'Annonay-Sud
Le canton d'Annonay-Sud est une ancienne division administrative française située dans le département de l'Ardèche et la région Rhône-Alpes.
Ce canton a été supprimé par le redécoupage cantonal de 2014. Le nouveau canton d'Annonay-2 en reprend cependant l'ensemble des communes, plus celle de Thorrenc.

## Histoire
Canton créé en 1973.

## Administration
| Période | Période | Identité              | Étiquette    | Qualité |
| ------- | ------- | --------------------- | ------------ | --- |
| 1973    | 1992    | Régis Perbet          | UDR puis RPR | Directeur de coopérative Suppléant du député Henri Torre (1978-1980) Député (1980-1992), Maire d'Annonay (1983-1986)                             |
| 1992    | 1998    | Claude Faure          | RPR          | Directeur de production Maire d'Annonay (1986-1997) Suppléant du député Henri-Jean Arnaud                                                        |
| 1998    | 2011    | Jean-Claude Tournayre | PS           | Architecte Maire d'Annonay (1997-2001), conseiller municipal d'Annonay et président de la Communauté de communes du Bassin d'Annonay (2008-2014) |
| 2011    | 2015    | Simon Plénet          | PS           | Technicien environnement Président de la Communauté d'agglomération du Bassin d'Annonay Vice-Président du Conseil Général                        |

## Composition

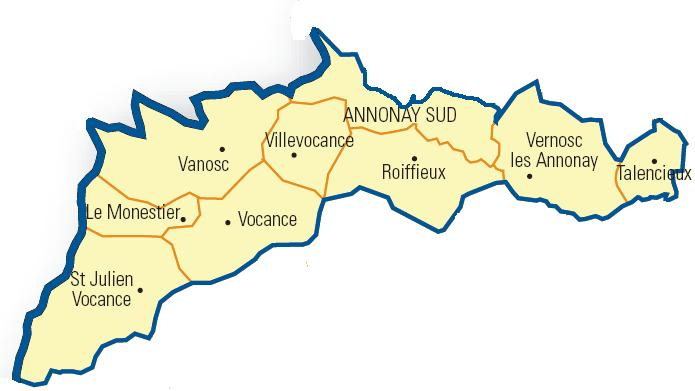
Carte du canton

Le canton d'Annonay-Sud se composait d’une fraction de la commune d'Annonay et de huit autres communes. Il comptait 15 591 habitants (population municipale) au 1er janvier 2012.
| Nom                  | Code Insee | Intercommunalité       | Population (dernière pop. légale)              |
| -------------------- | ---------- | ---------------------- | ---------------------------------------------- |
| Annonay (chef-lieu)  | 07010      | CA Annonay Rhône Agglo | Fraction : 6 472(2012) Commune : 16 302 (2014) |
| Monestier            | 07160      | CA Annonay Rhône Agglo | 52 (2014)                                      |
| Roiffieux            | 07197      | CA Annonay Rhône Agglo | 2 826 (2014)                                   |
| Saint-Julien-Vocance | 07258      | CA Annonay Rhône Agglo | 229 (2014)                                     |
| Talencieux           | 07317      | CA Annonay Rhône Agglo | 1 032 (2014)                                   |
| Vanosc               | 07333      | CA Annonay Rhône Agglo | 939 (2014)                                     |
| Vernosc-lès-Annonay  | 07337      | CA Annonay Rhône Agglo | 2 472 (2014)                                   |
| Villevocance         | 07342      | CA Annonay Rhône Agglo | 1 201 (2014)                                   |
| Vocance              | 07347      | CA Annonay Rhône Agglo | 587 (2014)                                     |

## Démographie
| 1975 | 1982 | 1990   | 1999   | 2006   | 2011   | 2012   |
| ---- | ---- | ------ | ------ | ------ | ------ | ------ |
| -    | -    | 13 874 | 14 283 | 15 250 | 15 776 | 15 591 |